# Rāmhormoz (kommunhuvudort i Iran)
Rāmhormoz (persiska: رامهرمز) är en kommunhuvudort i Iran.   Den ligger i provinsen Khuzestan, i den centrala delen av landet, 500 km söder om huvudstaden Teheran. Rāmhormoz ligger 160 meter över havet och antalet invånare är 38 821.
Terrängen runt Rāmhormoz är platt åt sydväst, men åt nordost är den kuperad. Runt Rāmhormoz är det ganska tätbefolkat, med 58 invånare per kvadratkilometer. Rāmhormoz är det största samhället i trakten. Omgivningarna runt Rāmhormoz är i huvudsak ett öppet busklandskap.